# Austrocerus ipo
Austrocerus ipo är en insektsart som beskrevs av George Willis Kirkaldy 1906. Austrocerus ipo ingår i släktet Austrocerus och familjen dvärgstritar. Inga underarter finns listade i Catalogue of Life.